# Кип, Кюбра
Кюбра Кип (тур. Kübra Kip; род. 1987, Кайсери) — турецкая актриса театра и кино, наиболее известна по роли Джанфеды-хатун в сериале «Великолепный век».

## Биография
Кюбра Кип родилась в 1987 году в городе Кайсери.
Она поступила в Анкарский университет на факультет языков, истории, географии и театра, который закончила в 2011 году. После окончания университета работала в театре, среди её известных работ Офелия в трагедии Уильяма Шекспира «Гамлет».
В 2013 году Кюбра была приглашена в телесериал «Великолепный век», в котором сыграла роль Джанфеды-хатун. 
В 2016 году Кюбра снималась в фильме режиссёра Кыванча Сезера «Крылья моего отца», где сыграла роль Нихал. За роль в этом фильме Кюбра Кип получила премию «Золотой апельсин» на Международном антальском кинофестивале в номинации «За лучшую женскую роль второго плана». В том же году на международном кинофестивале Golden Boll в Адане получила награду «Золотая коробочка» в номинации «За лучшую женскую роль второго плана».

## Избранная фильмография
| Год       |   | Русское название  | Оригинальное название | Роль                           |
| --------- | - | ----------------- | --------------------- | ------------------------------ |
| 2013—2014 | с | Великолепный век  | Muhtesem Yüzyil       | Джанфеда-хатун / Canfeda Hatun |
| 2016      | ф | Крылья моего отца | Babamın Kanatları     | Нихал / Nihal                  |
| 2019      | ф | Обаятельная Асли  | Baglilik Asli         | Асли / Asli                    |
| 2020      | ф | Орешник           | Fındık ağacı          | Серап / Serap                  |
| 2020      | ф | Ануш              | Anuş                  | Лейла / Leyla                  |

## Награды
- 2016 — Премия «Золотой апельсин» — лучшая женская роль второго плана (за фильм «Крылья моего отца»[тур.])
- 2016 — Премия «Золотая коробочка» — лучшая женская роль второго плана (за фильм «Крылья моего отца»[тур.])